# MotoGP Aragon
Chặng đua MotoGP Aragon (tên chính thức Gran Premio de Aragón) là một chặng đua thuộc giải đua xe MotoGP được tổ chức hàng năm (tính đến năm 2021) ở trường đua Motorland Aragon, Tây Ban Nha. Chặng đua này bao gồm ba thể thức là MotoGP, Moto2 và Moto3.

## Lịch sử
Năm 2010 do chặng đua MotoGP Hungary không thể diễn ra nên Ban tổ chức quyết định tổ chức chặng đua thay thế là MotoGP Aragon. Từ đó thì chặng đua được tổ chức liên tục đến bây giờ.
Tay đua có nhiều lần chiến thắng nhất là Marc Marquez với tổng cộng 6 chiến thắng ở tất cả các thể thức, trong đó có 4 chiến thắng liên tiếp từ năm 2016-2019.
Năm 2020: Chuỗi chiến thắng của Marquez bị ngưng lại do anh không thể tham gia chặng đua. Valentino Rossi cũng không thể tham gia chặng đua do bị nhiễm Covid-19. Người chiến thắng là Alex Rins, trong khi đó người đồng đội của Rins ở đội đua Suzuki là Joan Mir sau khi về đích thứ ba đã chính thức chiếm được ngôi đầu BXH tổng, tạo đà cho chức vô địch vào cuối mùa giải.

## Kết quả theo năm
| Năm  | Trường đua | Moto3           | Moto3     | Moto2             | Moto2    | MotoGP        | MotoGP | Chi tiết |
| Năm  | Trường đua | Tay đua         | Xe        | Tay đua           | Xe       | Tay đua       | Xe     | Chi tiết |
| ---- | ---------- | --------------- | --------- | ----------------- | -------- | ------------- | ------ | -------- |
| 2020 | Aragon     | Jaume Masiá     | Honda     | Sam Lowes         | Kalex    | Álex Rins     | Suzuki | Chi tiết |
| 2019 | Aragon     | Arón Canet      | KTM       | Brad Binder       | KTM      | Marc Márquez  | Honda  | Report   |
| 2018 | Aragon     | Jorge Martín    | Honda     | Brad Binder       | KTM      | Marc Márquez  | Honda  | Report   |
| 2017 | Aragon     | Joan Mir        | Honda     | Franco Morbidelli | Kalex    | Marc Márquez  | Honda  | Report   |
| 2016 | Aragon     | Jorge Navarro   | Honda     | Sam Lowes         | Kalex    | Marc Márquez  | Honda  | Report   |
| 2015 | Aragon     | Miguel Oliveira | KTM       | Esteve Rabat      | Kalex    | Jorge Lorenzo | Yamaha | Report   |
| 2014 | Aragon     | Romano Fenati   | KTM       | Maverick Viñales  | Kalex    | Jorge Lorenzo | Yamaha | Report   |
| 2013 | Aragon     | Álex Rins       | KTM       | Nicolás Terol     | Suter    | Marc Márquez  | Honda  | Report   |
| 2012 | Aragon     | Luis Salom      | Kalex KTM | Pol Espargaró     | Kalex    | Dani Pedrosa  | Honda  | Report   |
| Năm  | Trường đua | 125 cc          | 125 cc    | Moto2             | Moto2    | MotoGP        | MotoGP | Chi tiết |
| Năm  | Trường đua | Tay đua         | Xe        | Tay đua           | Xe       | Tay đua       | Xe     | Chi tiết |
| 2011 | Aragon     | Nicolás Terol   | Aprilia   | Marc Márquez      | Suter    | Casey Stoner  | Honda  | Report   |
| 2010 | Aragon     | Pol Espargaró   | Derbi     | Andrea Iannone    | Speed Up | Casey Stoner  | Ducati | Report   |